# Souks de Salé
Les souks de Salé au Maroc, tels le souk Lakbir et le souk Laghzal, sont aujourd'hui parmi les plus authentiques et les plus anciens du Maroc. Protégées par la muraille érigée contre les attaques des flibustiers espagnols, les étroites ruelles couvertes de bois de thuya datant parfois d'au moins cinq siècles abritent les échoppes de tissu, de babouches, d'épices ou celles de bijoux autrefois tenues par les juifs.
Organisés par quartiers et par métiers, les souks de Salé jouissent d'une bonne popularité grâce à leur artisanat et leur culture. La kissaria (souk de tissus) vend des tissus et des bijoux. En 1912, la rue des vendeurs de fils et presque la moitié de la rue des cordonniers étaient considérés comme partie intégrante d'un souk de tissu (qissariya) qui s'étendait sans interruption sur environ 2 500 m2. Plusieurs rues se croisent dans ce souk, les principales étant la rue des kharrazines (cordonniers) et celle des harratines (vendeurs de fil de soie). Le souk Al-Ghazel est un marché de ventes aux enchères ; la laine brute ou teinte en tas y est également vendue. C'est aussi la plus grande place de la ville,,.
Kissaria As-sawari (le souk des colonnes) est le centre principal de vente de tissu et de lainage, une vingtaine de boutiques y seraient ouvertes. Le grand marché ou souk El-Kbir, est spécialisé dans la vente de tissus et vêtements traditionnels tels les djellabas, les babouches et le fez. Ce souk est un ancien marché d'esclaves chrétiens. Le souk Sebt (marché du samedi) n'est ouvert que ce jour-ci. Le souk El-Attarine est l'un des principaux marchés d'épices.
Le souk el-Merzouk est réservé aux bijoutiers, aux nattiers et aux vanniers. Le souk Lakhmiss, l'un des plus anciens souks de la ville, vend essentiellement des plantes. Le souk alimentaire est spécialisé dans la vente de produits alimentaires dont des spécialités d'origine salétine ainsi que des épices. Le souk aux bijoutiers est constitué d'une dizaine de boutiques qui vendent principalement des bijoux.
Parmi ces souks, la kissaria a été classée comme monument historique par un dahir de 1935, établi sous le règne du sultan Mohammed ben Youssef (futur roi du Maroc sous le nom de Mohammed V), dans le cadre du protectorat français alors en vigueur.

## Principaux souks de Salé

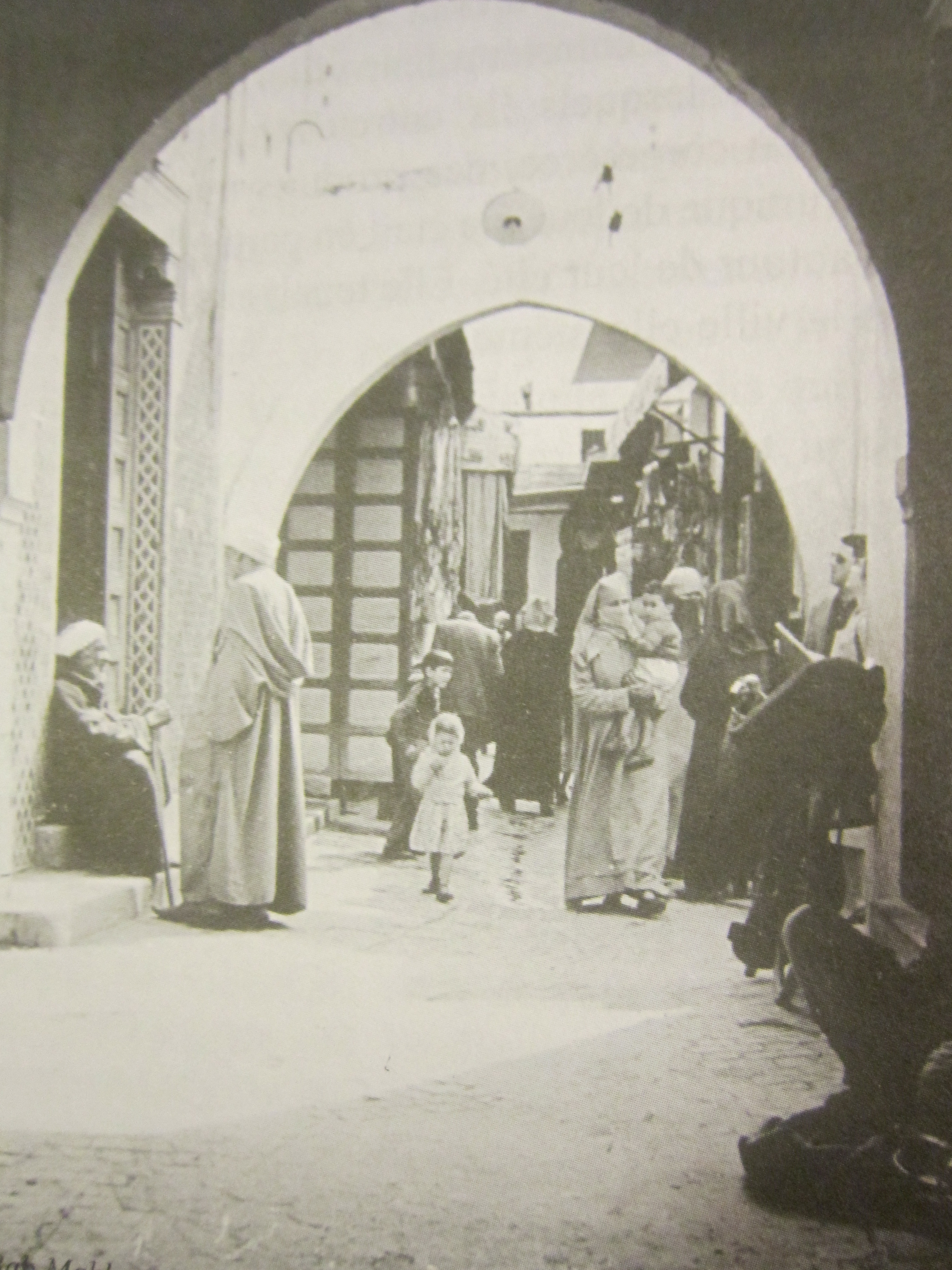
Le Maristan sur le chemin de souk Laghzel

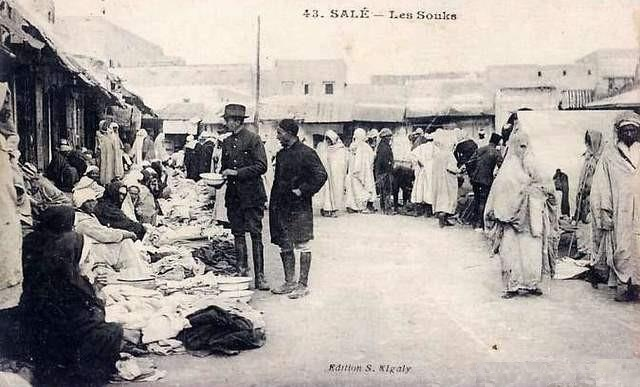
Place du souk el Kebir vers 1920

- Kissaria : (souk de tissus) ici se trouve aussi plusieurs boutiques de bijoutiers[9], vers 1912 elle s’étendait dans une superficie d'environ 2500 m², ce souk s'attache à maintes rues principalement la rue des kharrazines (Cordonniers) et la rue des harratines (vendeurs de fil de soie)[10], elle dispose plusieurs unités dont la principale qui mène au souk Al-Ghzel[11]. La kissaria est classée patrimoine national par dahir de 1935[12].
- Souk Al-Ghzel : ( Laghzel signifie laine ou encore opération de filage de laine) marché de vente aux enchères et de la laine brute ou teinte en tas, elle est aussi la plus grande place de la ville[1],[11],[13].
- Kissaria As-sawari : (souk des colonnes) centre principal de vente de tissu et de lainages, il y a à peu près une vingtaine de boutique [10].
- Souk El-Kbir (Le Grand marché) : marché de tissus et de vêtements traditionnels (Djellabas, Jabadors, Sarwal qandrissa, Babouches, Fez, Takchita) et de menuisiers, il était anciennement un marché des esclaves chrétiens [14].
- Souk Sebt (Marché du Samedi)
- Souk El-Attarine : (Attarine vient du mot Attare qui veut dire vendeur de remèdes populaires et d'épices et de parfums ) marché des épices
- Souk el-Merzouk : souk réservé aux bijoutiers, nattiers et vanniers [15].
- Souk Lakhmiss : marché de plantes, il est l’un des anciens marchés de la ville, ce souk existe depuis l’ère du protectorat français au Maroc.
- Souk Alimentaire : marché  d’aliments (olives et citrons confits, épices, pâtisseries salétines, etc.)[1].
- Souk aux bijoutiers : se constitue d'une dizaine de boutiques, elle occupe une rue étroite couverte terminé par une arcade ogivale dans le quartier de la Médina[9].

## Organisation sociale des souks
Les souks sont organisés par quartiers et par métiers.
- Vannier : est un artisan chargé de confectionner des objets décoratifs ou utilitaires à l'aide de tiges fines et flexibles (rotin, osier, paille tressée, raphia, roseaux, baguettes de bois, etc.) préalablement choisies en fonction de l'effet recherché. Pour ce faire, il met en œuvre les techniques spécifiques au travail des fibres végétales (nœuds, tresses, entrelacs, etc.).
- Forgeron : est un ouvrier ou artisan professionnel qui forge à la main et assemble des pièces de métal pour réaliser des objets usuels. Le bronze et l'argent sont les plus travaillés à Salé.
- Tanneur : Personne dont le métier est de tanner des cuirs à travers des peaux d'animaux (bœuf, mouton, chèvre) sont traitées chimiquement et mécaniquement pour la production de cuir.
- Mâalem : est un artisan de rang élevé qui a sous sa responsabilité un certain nombre d'apprentis qui travaillent dans son atelier. Expérimentés de plusieurs années, les mâalems sont les gardiens des savoir-faire ancestraux ainsi que des secrets de la profession.
- Artisan d’art : Travailleur manuel chargé de restaurer des objets décoratifs ou utilitaires. Il travaille sur base d’idées personnelles ou de modèles, parmi les spécialités de ce métier en compte :

- - La poterie
  - Le travail du bois
  - L'art du tapis
  - Le travail du cuir
  - La production de l'argent
  - Le travail du métal
  - Le travail du textile

- Tisserand : est un artisan qui tisse divers types de fils pour en faire des étoffes ou des tapis.
- Armurier est une personne qui répare, modifie, conçoit ou fabrique des armes en suivant les spécifications du client, en utilisant des outils à main ou des machines (comme des tours, et meuleuses).
- Cordonnier (Kharraz en arabe dialectal) : Artisan qui fabrique ou répare des chaussures.
- Rakkas : facteur traditionnel assurait une fonction importante, parcourant parfois plusieurs dizaines de kilomètres et mettant plusieurs journées de marche pour transmettre courrier et valeurs entre les villes.
- Guerrab : Porteur d’eau répandu dans le passé le long des souks et les places et irrigue les passants d’eau froide
- Nattier: C'est celui qui fait les tapis nattés en tiges fines notamment pour recouvrir le sol des mosquées.